# Иммуноглобулины для внутривенного введения
Внутривенные иммуноглобулины (англ. Intravenous immunoglobulin, IVIg) получают из препаратов донорской крови и вводят внутривенно. IVIg содержат иммуноглобулины класса G от тысяч доноров. Внутривенные иммуноглобулины применяют при иммунодефицитных состояниях, например, при Х-связанной агаммаглобулинемии (первичное иммунодефицитное состояние), при вторичных иммунодефицитах, при воспалениях и аутоиммунных заболеваниях, при острых инфекциях. Препараты: Alyglo, Asceniv, Bivigam, Gamunex-C, Hizentra, Hyqvia, Octagam, Panzyga, Xembify.

## Механизм действия
Иммуноглобулины для внутривенного применения представляют собой один из вариантов заместительной терапии белков плазмы у иммунодефицитных пациентов, со сниженным или отсутствующим уровнем синтеза антител. Таким иммунодефицитным пациентам внутривенное введение иммуноглобулинов показано для повышения содержания антител в крови до физиологического уровня для предотвращения инфекционных заболеваний и создания пассивного иммунитета. Введение иммуноглобулинов производится каждые три-четыре недели.
Пациентам с аутоиммунными заболеваниями препараты иммуноглобулинов вводят в высоких дозах, около 1—2 граммов на килограмм массы тела, для снижения тяжести заболевания, например, дерматомиозита.
Внутривенные введения иммуноглобулинов применяют при некоторых острых инфекциях, например, при болезни Кавасаки и ВИЧ-инфекции у детей.

## Подавление тяжелых воспалений
Точный механизм, по которому иммуноглобулины для внутривенного введения супрессируют тяжелые воспаления, не установлен, однако считают, что в этом процессе происходит ингибирование Fc-рецептора. Реальная первичная мишень IVIg в аутоиммунных заболеваниях также не выяснена. Такие иммуноглобулины могут действовать через последовательную модель, в которой вводимые иммуноглобулины у пациента образуют подобие иммунного комплекса. После формирования таких иммунных комплексов они взаимодействуют с активирующими рецепторами на поверхностях дендритных клеток, которые далее опосредуют противовоспалительный эффект, помогающий снизить тяжесть аутоиммунного заболевания или воспаления.
Кроме того, антитела доноров могут связываться прямо с ненормальными антителами пациента, стимулируя их выведение. С другой стороны, введение значительных количеств антител может стимулировать систему комплемента хозяина, что может приводить к выведению всех антител, в том числе и токсичных. IVIg также блокируют рецепторы к антителам на поверхности макрофагов, что приводит к снижению повреждений данными клетками, и регулирует фагоцитоз.
Иммуноглобулины для внутривенного введения также могут регулировать иммунный ответ, взаимодействуя с некоторыми мембранными рецепторами на поверхности Т-лимфоцитов, В-лимфоцитов и моноцитов, имеющих вклад в аутоиммунные реакции, таким образом, повышая толерантность к аутоантигенам.
Показано, что внутривенное введение иммуноглобулинов активирует Т-лимфоциты, что приводит к снижению их взаимодействия с микроглией. В результате обработки Т-лимфоцитов IVIg, в культуре Т-лимфоцитов и микроглии снижались уровни ФНО-альфа и интерлейкина 10. Полученные данные расширяют понимание того, как IVIg могут влиять на воспалительные процессы в ЦНС при аутоиммунных воспалительных заболеваниях.

## Факты
- Внутривенно вводят только иммуноглобулины класса G, и периферические ткани, защищаемые в норме иммуноглобулинами класса А (глаза, легкие, желудочно-кишечный тракт, мочевыводящие протоки) не получают полной защиты.
- Так как пациенты с Х-связанной агаммаглобулинемией не имеют антител, то они не могут реагировать (в том числе анафилактический шок) на внутривенное введение иммуноглобулинов. Чаще анафилактический шок случается у пациентов с дефицитом IgA, не имеющих антител других подклассов.
- В случае повторяющихся побочных эффектов рекомендуется снизить скорость введения иммуноглобулинов и снизить вводимую дозу.
- Пациентам с диабетом следует принимать во внимание состав среды, в которой растворены антитела, так как некоторые производители используют концентрированные растворы сахаров, например, сахарозы и мальтозы.
- Требования FDA к иммуноглобулинам для внутривенного введения:
  - Изготовлены из препаратов крови минимум 1000 различных доноров.
  - Содержат иммуноглобулины класса G всех четырех подтипов.
  - Иммуноглобулины сохраняют биологическую активность имеют время жизни минимум 21 дня.
  - Не содержат примесей ВИЧ, вируса гепатита B, вируса гепатита C.
  - Обработаны с целью разрушения вирусов.
- Иммуноглобулины для внутривенного введения представляют собой модуляторы иммунной системы и показан благотворный эффект от их введения при лечении некоторых аутоиммунных заболеваний, например, рассеянного склероза, миастении, пузырчатки, полимиозита, дерматомиозита, грануломатоза Вегенера, синдроме Шурга-Штраусса, хронической воспалительной демиелинизирующей полиневропатии и других АИЗ.
- Возможно внутривенное введение иммуноглобулинов беременным женщинам.
- Внутривенное введение иммуноглобулинов применяют для лечения повторяющихся выкидышей, эффективность данной терапии противоречива.
- Стоимость иммуноглобулинов для внутривенного введения составляет до 50 долларов США за один грамм, что соответствует 10 000 долларов для лечения персоны массой 100 кг (при введении 2 г антител на 1 кг). В отечественных[уточнить] аптеках стоимость иммуноглобулинов порядка до 4 тыс. рублей за 1 флакон

## Применение
В случае первичной иммунной дисфункции вводят от 100 до 400 мг иммуноглобулинов на кг массы тела пациента, один раз в 3-4 недели.
Иммуноглобулины применяются при следующих неврологических и аутоиммунных заболеваниях:
- Синдром Гийена — Барре.
- Хроническая воспалительная демиелинизирующая полирадикулонейропатия (ХВДП).
- Мультифокальная моторная нейропатия.
- Демиелинизирующая полинейропатия с IgM-парапротеинемией.
- Дерматомиозит.
- Миастения.
- Рассеянный склероз.

В случае неврологических и аутоиммунных заболеваний в большинстве случаев вводят около 2 г иммуноглобулинов на кг массы тела в ходе пятидневного курса ежемесячно в течение трех-шести месяцев. Далее — поддерживающая терапия в дозе 100—400 мг иммуноглобулинов на кг массы тела каждые 3—4 недели.
По состоянию на декабрь 2008 года иммуноглобулины для внутривенного введения находятся в третьей стадии клинических испытаний в США для лечения болезни Альцгеймера.
Иммуноглобулины для внутривенного введения применяют при тяжелом сепсисе и септическом шоке у больных в критическом состоянии.

## Медицинский препарат
Иммуноглобулин человека нормальный для внутривенного введения жидкий
Латинское название: Immunoglobulinum normale humanum injectionibus intravenosa
Фармакологические группы: Иммуноглобулины

### Нозологическая классификация (МКБ-10)
- A37 Коклюш.
- A39 Менингококковая инфекция.
- A41 Другая септицемия.
- B00-B09 Вирусные инфекции, характеризующиеся поражениями кожи и слизистых оболочек.
- B05 Корь.
- B15-B19 Вирусный гепатит.
- B20-B24 Болезнь, вызванная вирусом иммунодефицита человека ВИЧ.
- B34 Вирусная инфекция неуточненной локализации.
- B34.9 Вирусная инфекция неуточненная.
- B91 Последствия полиомиелита.
- B99 Другие инфекционные болезни.
- C81 Болезнь Ходжкина лимфогранулематоз.
- C82 Фолликулярная (нодулярная) неходжкинская лимфома.
- C83 Диффузная неходжкинская лимфома.
- C84 Периферические и кожные T-клеточные лимфомы.
- C85 Другие и неуточненные типы неходжкинской лимфомы.
- C90 Множественная миелома и злокачественные плазмоклеточные новообразования.
- C90.0 Множественная миелома.
- C91 Лимфоидный лейкоз (лимфолейкоз).
- C91.1 Хронический лимфоцитарный лейкоз.
- C91.9 Лимфоидный лейкоз неуточненный.
- C92 Миелоидный лейкоз (миелолейкоз).
- C92.9 Миелоидный лейкоз неуточненный.
- D59 Приобретенная гемолитическая анемия.
- D59.1 Другие аутоиммунные гемолитические анемии.
- D66 Наследственный дефицит фактора VIII.
- D69.3 Идиопатическая тромбоцитопеническая пурпура.
- D72.8 Другие уточненные нарушения белых кровяных клеток.
- D80 Иммунодефициты с преимущественной недостаточностью антител.
- D81 Комбинированные иммунодефициты.
- D82.0 Синдром Вискотта-Олдрича.
- D83.9 Общий вариабельный иммунодефицит неуточненный.
- D84 Другие иммунодефициты.
- D84.8 Другие уточненные иммунодефицитные нарушения.
- D84.9 Иммунодефицит неуточненный.
- E88.0 Нарушения обмена белков плазмы, не классифицированные в других рубриках.
- G35 Рассеянный склероз.
- G40 Эпилепсия.
- G40.5 Особые эпилептические синдромы.
- G61.0 Синдром Гийена — Барре.
- G70 Myasthenia gravis и другие нарушения нервно-мышечного синапса.
- J10-J18 Грипп и пневмония.
- M05.2 Ревматоидный васкулит.
- M06.1 Болезнь Стилла, развившаяся у взрослых.
- M08 Юношеский (ювенильный) артрит.
- M30-M36 Системные поражения соединительной ткани.
- M30.3 Слизисто-кожный лимфонодулярный синдром [Кавасаки].
- M32 Системная красная волчанка.
- P36 Бактериальный сепсис новорожденного.
- R78.8.0 Бактериемия.
- T20-T32 Термические и химические ожоги.
- T86.0 Отторжение трансплантата костного мозга.
- Z100 КЛАСС XXII Хирургическая практика.
- Z29.1 Профилактическая иммунотерапия.
- Z54 Период выздоровления

### Фармакологическое действие
Действующее вещество (МНН) Иммуноглобулин человеческий нормальный (Immunoglobulin human normal)

### Применение
Заместительная терапия с целью профилактики инфекций при синдромах первичного иммунодефицита: агаммаглобулинемии, обычных вариабельных иммунодефицитах, связанных с а- или гипогаммаглобулинемией; дефицит подклассов IgG, заместительная терапия с целью профилактики инфекций при синдроме вторичного иммунодефицита, обусловленного хроническим лимфолейкозом, СПИДом у детей или пересадкой костного мозга, идиопатическая тромбоцитопеническая пурпура, синдром Кавасаки (в дополнение к лечению препаратами ацетилсалициловой кислоты), тяжелые бактериальные, включая сепсис (в комбинации с антибиотиками) и вирусные инфекции, профилактика инфекций у недоношенных детей с низкой массой тела при рождении (менее 1500 г), синдром Гийена — Барре и хроническая воспалительная демиелинизирующая полинейропатия, аутоиммунная нейтропения, парциальная красноклеточная аплазия кроветворения, тромбоцитопения иммунного происхождения, в том числе посттрансфузионная пурпура, изоиммунная тромбоцитопения новорожденных, гемофилия, вызванная образованием антител к факторам свертывания, myasthenia gravis, профилактика и лечение инфекций при терапии цитостатиками и иммунодепрессантами, профилактика привычного выкидыша.

### Противопоказания
Гиперчувствительность к иммуноглобулинам человека, особенно у больных с дефицитом IgA за счет образования к нему антител.

### Побочные действия
Головная боль, тошнота, головокружение, рвота, боли в животе, диарея, артериальная гипо- или гипертензия, тахикардия, цианоз, одышка, чувство сдавления или боль в грудной клетке, аллергические реакции; редко — тяжелая гипотония, коллапс, потеря сознания, гипертермия, озноб, повышенное потоотделение, чувство усталости, недомогание, боли в спине, миалгии, онемение, приливы жара или ощущение холода.

### Взаимодействие
Может снижать эффективность активной иммунизации: живые вирусные вакцины для парентерального применения не следует использовать по крайней мере в течение 30 дней после введения иммуноглобулина.

### Способ применения и дозы
В/в, капельно. Режим дозирования устанавливают индивидуально, в зависимости от показаний, тяжести заболевания, состояния иммунной системы, индивидуальной переносимости. При синдромах первичного и вторичного иммунодефицита разовая доза составляет 0,2—0,8 г/кг (в среднем — 0,4 г/кг); вводят с интервалом 2—4 недель (для поддержания минимальных уровней IgG в плазме крови, составляющих 5 г/л). Для профилактики инфекций у больных, которым проводится аллотрансплантация костного мозга, 0,5 г/кг однократно за 7 дней до трансплантации, и затем 1 раз в неделю на протяжении первых 3 мес после трансплантации, и 1 раз в месяц в течение последующих 9 месяцев. При идиопатической тромбоцитопенической пурпуре — 0,4 г/кг 5 дней подряд; в дальнейшем (при необходимости) — по 0,4 г/кг с интервалами 1—4 недель для поддержания нормального уровня тромбоцитов. При синдроме Кавасаки — 0,6—2 г/кг в несколько приемов на протяжении 2—4 дней. При тяжелых бактериальных инфекциях (включая сепсис) и вирусных инфекциях — 0,4—1 г/кг ежедневно в течение 1—4 дней. Для профилактики инфекций у недоношенных детей с низкой массой тела при рождении — 0,5—1 г/кг с интервалом 1—2 недель. При синдроме Гийена — Барре и хронической воспалительной демиелинизирующей нейропатии — 0,4 г/кг в течение 5 дней; при необходимости 5-дневные курсы лечения повторяются с интервалами 4 недель.

### Меры предосторожности
Большинство побочных эффектов связано с высокой скоростью вливания и может быть купировано при остановке или замедлении инфузии. В случае возникновения тяжелых побочных эффектов введение следует прекратить (могут быть показаны адреналин, противогистаминные средства, кортикостероиды и плазмозаменители). При нарушении функции почек рекомендуется следить за состоянием больных во время лечения (контроль креатинина — в течение 3 дней после вливания). После введения иммуноглобулина увеличивается (пассивно) содержание антител в крови, что может привести к ошибочной интерпретации результатов серологического исследования.

### Особые указания
Препарат следует хранить при температуре 4—8 °C, в защищенном от света месте, не рекомендуется замораживать.